# Pingasa delotypa
Pingasa delotypa là một loài bướm đêm trong họ Geometridae.